# Proč?
Proč? je český film režiséra Karla Smyczka z roku 1987. Film vychází ze skutečné události, cesty fanoušků fotbalového mužstva Sparty vlakem z Prahy do Banské Bystrice, během které zdemolovali několik vagónů a terorizovali cestující a vlakový personál. Film se kromě popisu snaží i najít odpověď na otázku, proč to fanoušci udělali.